# Gilles Savary
Gilles Savary este un om politic francez, membru al Parlamentului European în perioada 1999-2004 din partea Franței. 
1. ↑  base Sycomore
2. 1 2  Adunarea Națională a Franței
3. ↑  Who's Who in France
4. ↑  Autoritatea BnF, accesat în 10 octombrie 2015
5. 1 2  Deputații în Parlamentul European